# Seznam rek v Švici
Seznam rek v Švici  z dolžino švicarskega dela ter reke v celoti.
| ime          | dolžina                   |
| ------------ | ------------------------- |
| Ren          | 375 km - v celoti 1320 km |
| Aare         | 295 km                    |
| Rona         | 264 km - v celoti 812 km  |
| Reuss        | 158 km                    |
| Linth-Limmat | 140 km                    |
| Saane        | 128 km                    |
| Thur         | 125 km                    |
| Inn          | 104 km - v celoti 517 km  |
| Ticino       | 91 km - v celoti 248 km   |
| Lech         | 78 km - v celoti 285 km   |